# Victor Martins
Victor Martins (Quincy-sous-Sénart, 16 de junho de 2001) é um automobilista franco-português que atualmente compete no Campeonato de Fórmula 2 da FIA com a equipe ART Grand Prix. Ele foi membro do programa de jovens pilotos da Alpine entre 2021 e 2024, e atualmente é parte da Williams Driver Academy. Martins venceu a Eurocopa de Fórmula Renault de 2020 e o Campeonato de Fórmula 3 da FIA de 2022.

## Biografia
Victor Martins nasceu em Quincy-sous-Sénart, na França, de mãe francesa e pai português. Assim, ele possui dupla nacionalidade franco-portuguesa e compete no automobilismo sob licença francesa. Victor chegou a competir como ginasta, esporte que começou a praticar desde os seis anos, e aos dez, foi campeão francês de ginástica, mas ele se afastou dessa modalidade aos doze, por preferir o automobilismo.

## Carreira

### Kart
Martins começou no kart em 2013, acumulando títulos nacionais e regionais. Em 2016, ele venceu o mundial de kart na categoria júnior de forma dominante, levando Eric Verdaasdonk, chefe da sua equipe VDK Racing, a compará-lo a Stoffel Vandoorne e a colocá-lo como uma das maiores promessas, com o jornalista David Gruz do site Motorsport o classificando em segundo no Top-10 dos jovens cartistas mais promissores de 2016, abaixo apenas de Logan Sargeant.

### Fórmula 4
Em 2016, Martins se introduziu nos monopostos, quando participou como piloto convidado na quinta rodada do Campeonato Francês de Fórmula 4, na qual conquistou dois pódios. Em 2017, ele fez a transição definitiva para os monopostos, fazendo a temporada completa da Fórmula 4 Francesa. Martins venceu duas vezes durante o primeiro fim de semana, e venceu outra na rodada seguinte, apesar de ter uma vitória adicional excluída devido a uma colisão. Ele chegou a liderar o campeonato, mas viu a liderança escapar após bater em Hugo Chevalier enquanto brigava pela vitória da corrida 1 da última rodada, e rodar na pista, o que o fez despencar para o sétimo lugar. Mas Martins venceu a corrida final, o que foi o suficiente para ser coroado campeão júnior e vice-campeão geral. Ao todo, ele conquistou nove poles, dez voltas mais rápidas, onze pódios, incluindo quatro vitórias, e 299 pontos, apenas quatro a menos do que o campeão Arthur Rougier.

### Fórmula Renault

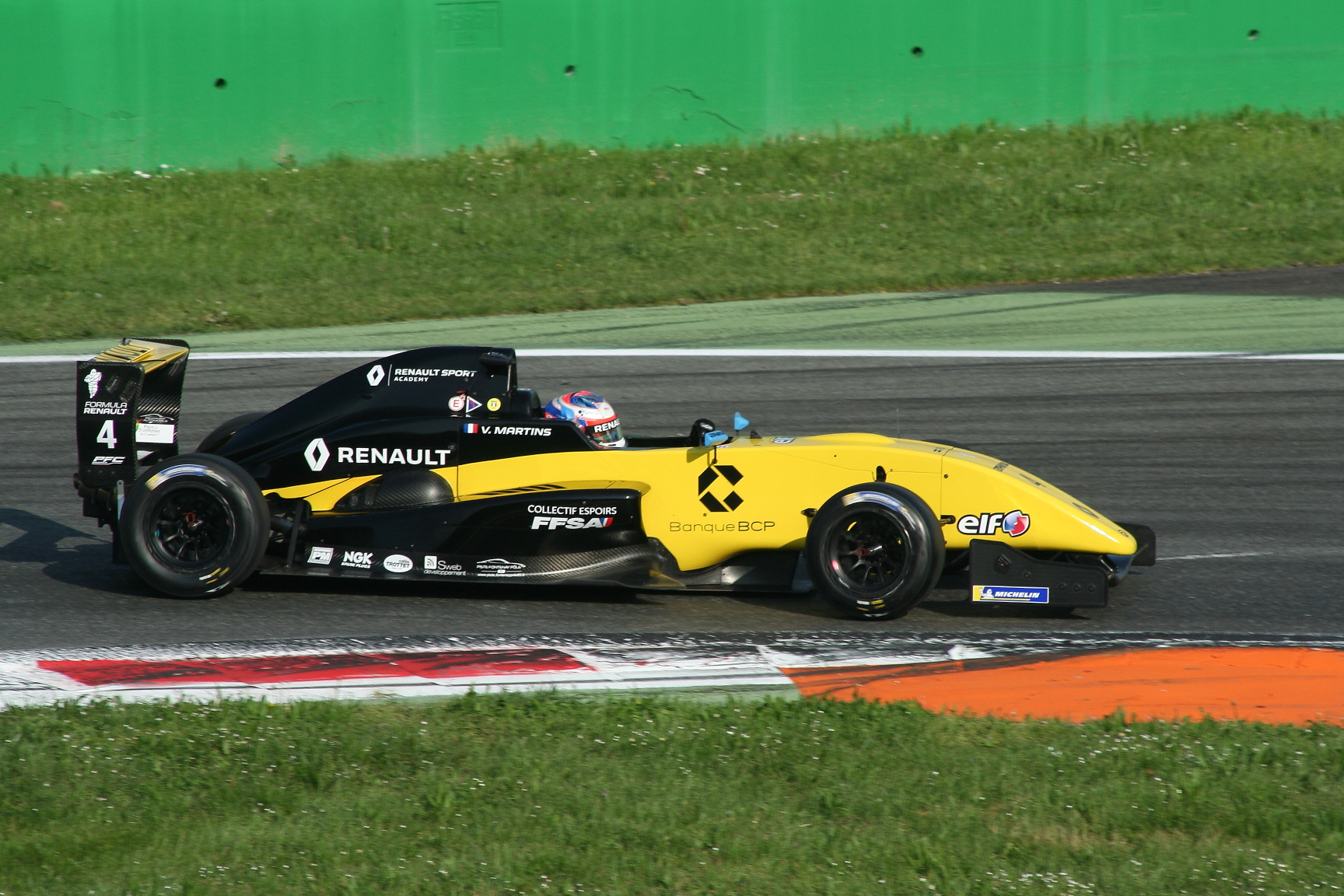
Martins na etapa de Monza da F.R. Euro de 2018

Depois de pilotar para a R-ace GP durante os testes de pós-temporada, Martins assinou com a equipe para a disputa da temporada de 2018 da Eurocopa de Fórmula Renault 2.0. Conquistando duas vitórias, uma no Red Bull Ring e a outra em Spa-Francorchamps e duas pole position, Martins terminou a temporada em quinto na classificação geral. Em 2018, ele também participou da Copa da Europa do Norte de Fórmula Renault, conquistando sua primeira vitória na Fórmula Renault em Monza.
Martins retornou para a disputa da Eurocopa de Fórmula Renault de 2019, mudando para a MP Motorsport, que levou o companheiro de equipe de Martins, Christian Lundgaard, para o segundo lugar no campeonato do ano anterior. Terminou como vice-campeão, atrás de Oscar Piastri.
Em 2020, se mudou para ART Grand Prix, sendo companheiro de Paul Aron e de Grégoire Saucy. Martins brigou pelo título da F-Renault Euro com o colega da Alpine Academy Caio Collet, mas se sagrou campeão com catorze pódios, incluindo sete vitórias, e 348 pontos, 44 a mais do que Collet, que ficou com o vice. Como o campeonato se fundiu com a Fórmula Regional Europeia a partir de 2021, Martins acabou sendo o último piloto campeão da Eurocopa de Fórmula Renault.

### Campeonato de Fórmula 3 da FIA

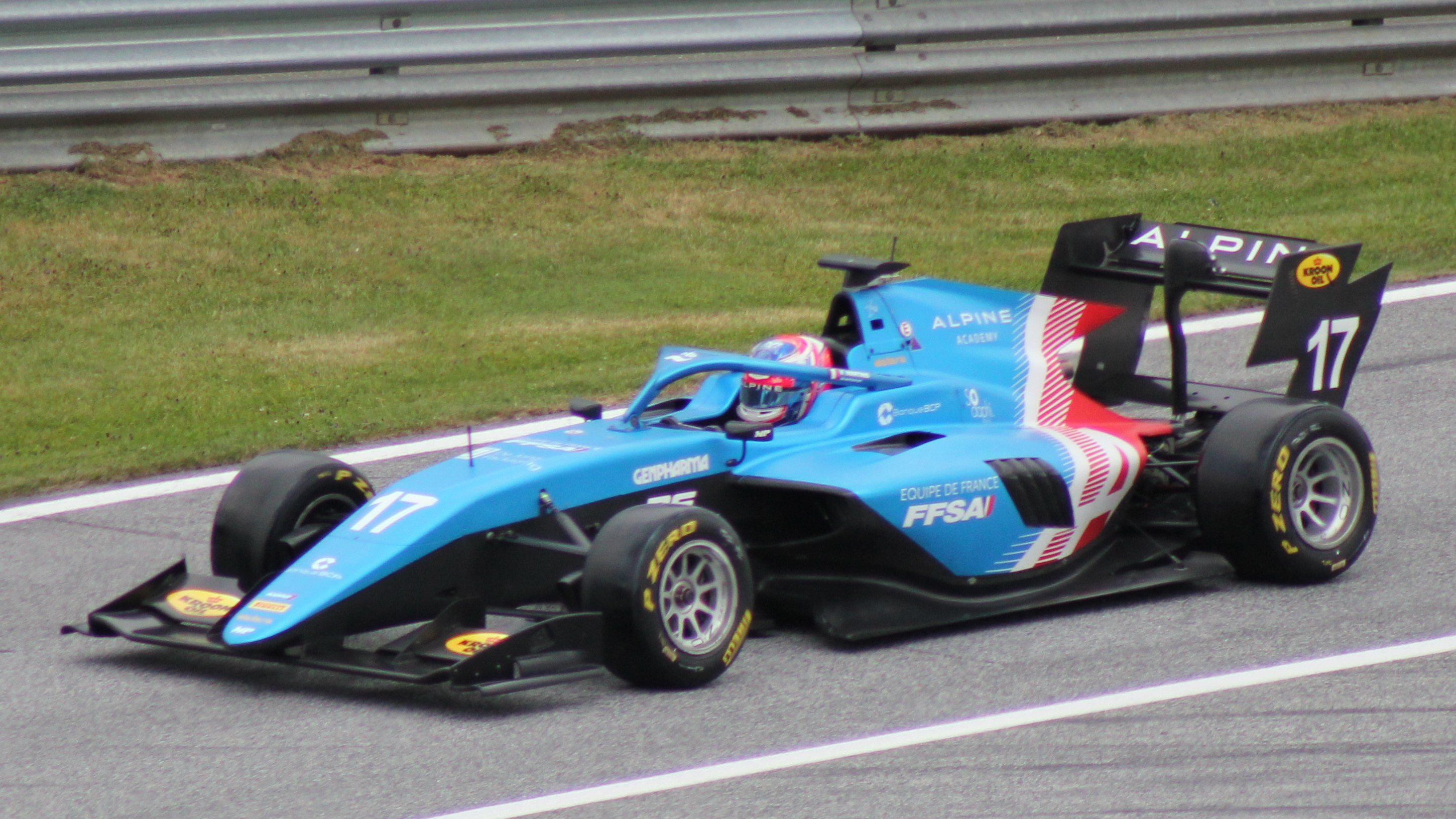
Martins em Spielberg em 2021

Em 10 de fevereiro de 2021, foi anunciado que Martins havia sido contratado pela equipe MP Motorsport para a disputa do Campeonato de Fórmula 3 da FIA de 2021. Ele correu ao lado do neerlandês Tijmen van der Helm e do brasileiro Caio Collet, companheiro da academia da Alpine. Martins foi o melhor piloto da equipe em seu ano de estreia, tendo terminado o campeonato na quinta posição, com seis pódios, uma vitória e 127 pontos.

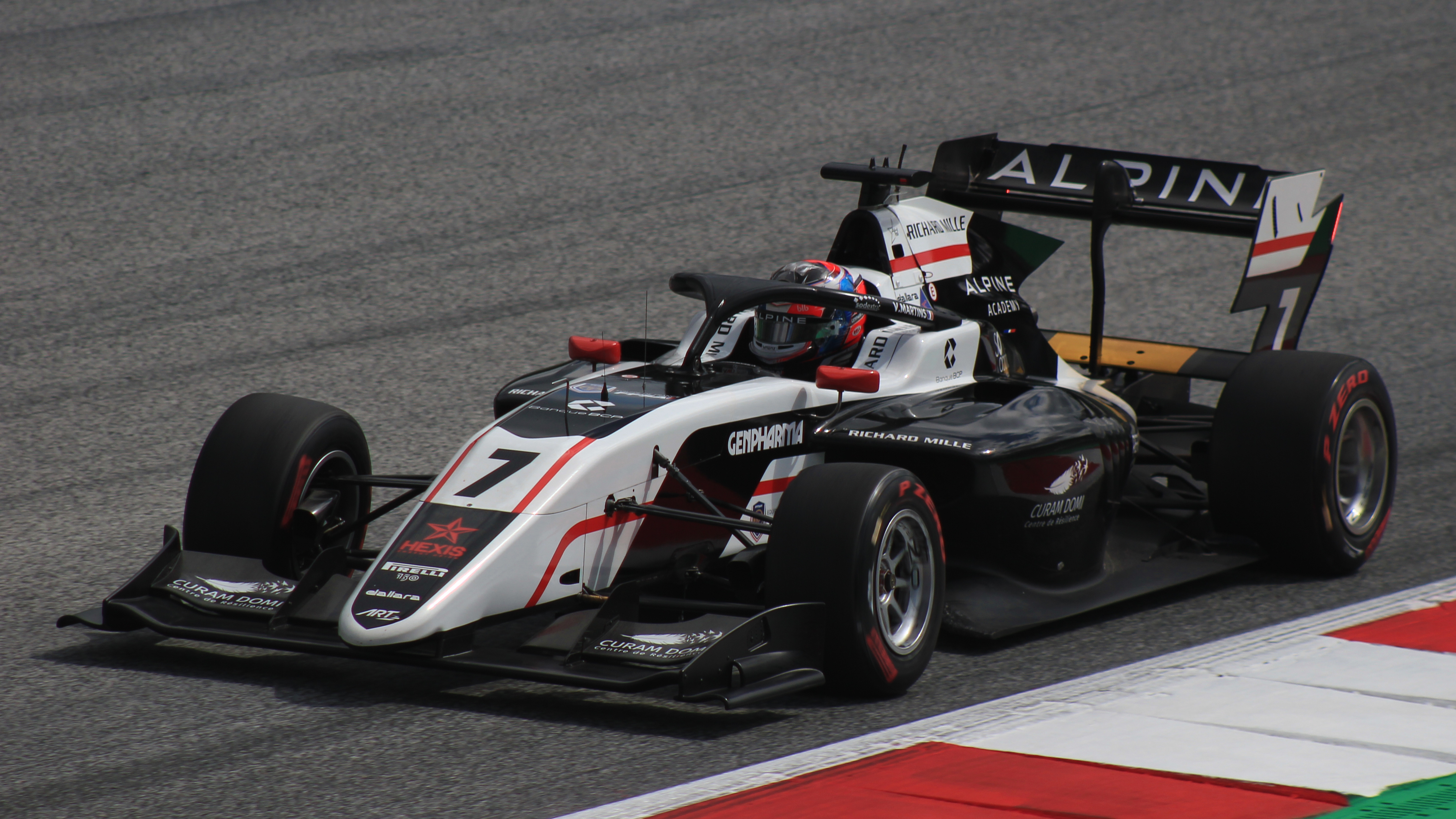
Martins no Red Bull Ring em 2022

Para a disputa da temporada de 2022, ele se transferiu para a ART Grand Prix, equipe com a qual havia se sagrado campeão da Eurocopa de Fórmula Renault em 2020. Seus companheiros foram o suíço Grégoire Saucy e o norte-americano Juan Manuel Correa. Ao longo do ano, Martins conquistou duas vitórias: a primeira foi na corrida longa do Barém, com ele superando o pole Franco Colapinto e segurando Arthur Leclerc, e a segunda na corrida longa de Barcelona, que ele liderou após superar o pole Roman Staněk na largada. Além desses, o francês teve outros quatro pódios, brigando pelo título com Leclerc, Staněk e também com o barbadiano Zane Maloney, o britânico Oliver Bearman e seu compatriota Isack Hadjar, estreante na categoria.
Apesar de ter vencido menos do que Maloney e Hadjar, e de ter menos pódios do que Bearman, Martins pontuou em catorze etapas, sendo mais constante do que seus rivais na luta pelo título. Com isso, Martins se sagrou campeão de F3 na rodada final, mesmo com a punição sofrida na última prova, que lhe rebaixou do terceiro para o quarto lugar. Ele terminou com cinco pontos a mais do que o vice-campeão Maloney e sete a mais do que o terceiro colocado Bearman.

### Fórmula 2

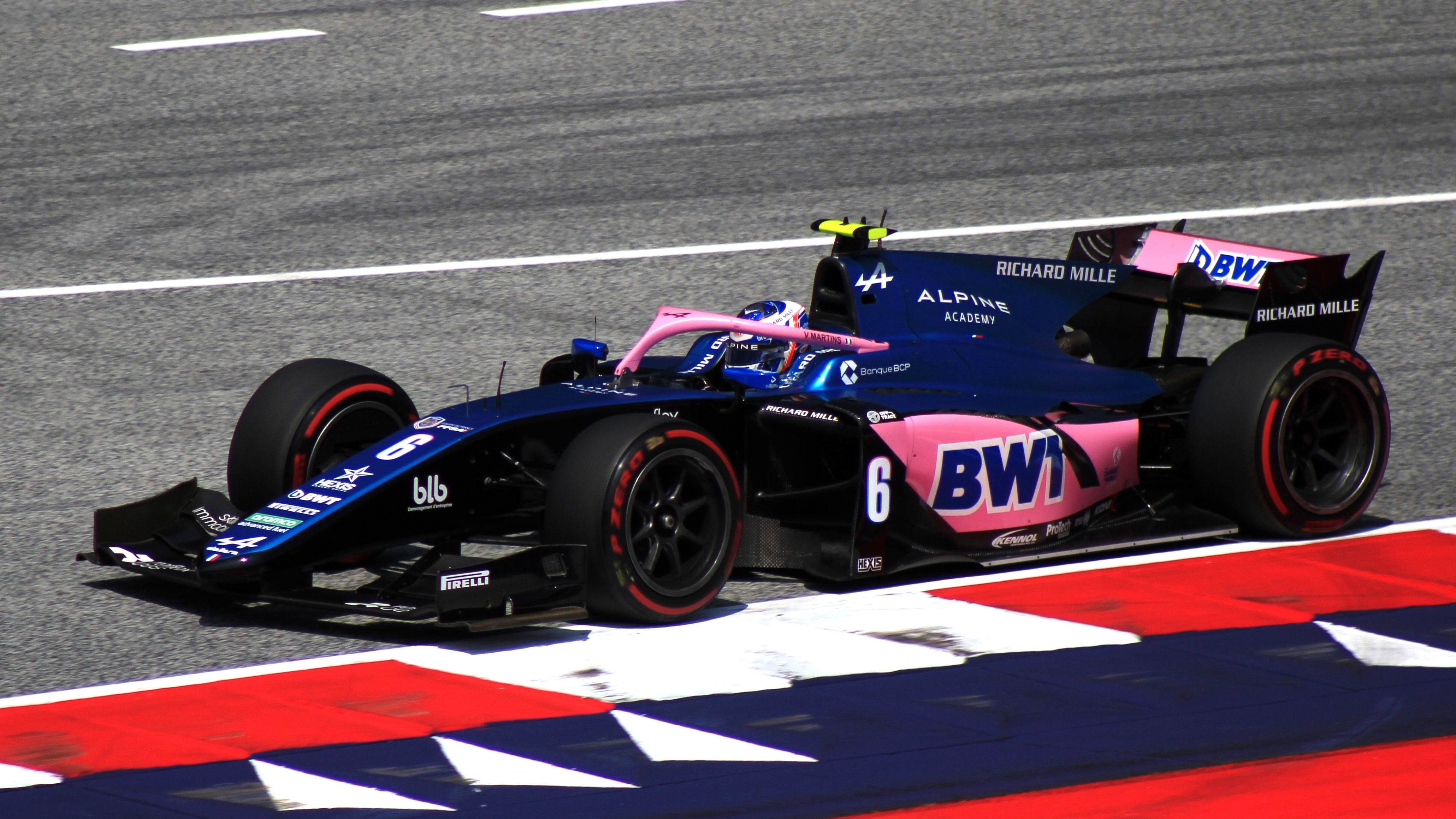
Martins no Red Bull Ring em 2023

Na conclusão da temporada da Fórmula 2 de 2022, Martins pilotou para a equipe ART Grand Prix durante o teste de pós-temporada no circuito de Yas Marina.

Em janeiro de 2023, Martins foi confirmado pela ART para a disputa da temporada de 2023, ao lado do compatriota francês Théo Pourchaire. Ele fez três poles positions, conseguiu sete pódios e venceu a corrida longa de Silverstone, mas por ter se envolvido em alguns acidentes, foi superado por seu compatriota e companheiro de equipe, que faturou o título na última rodada. O franco-português terminou o campeonato na quinta posição, sagrando-se como o melhor novato do ano.

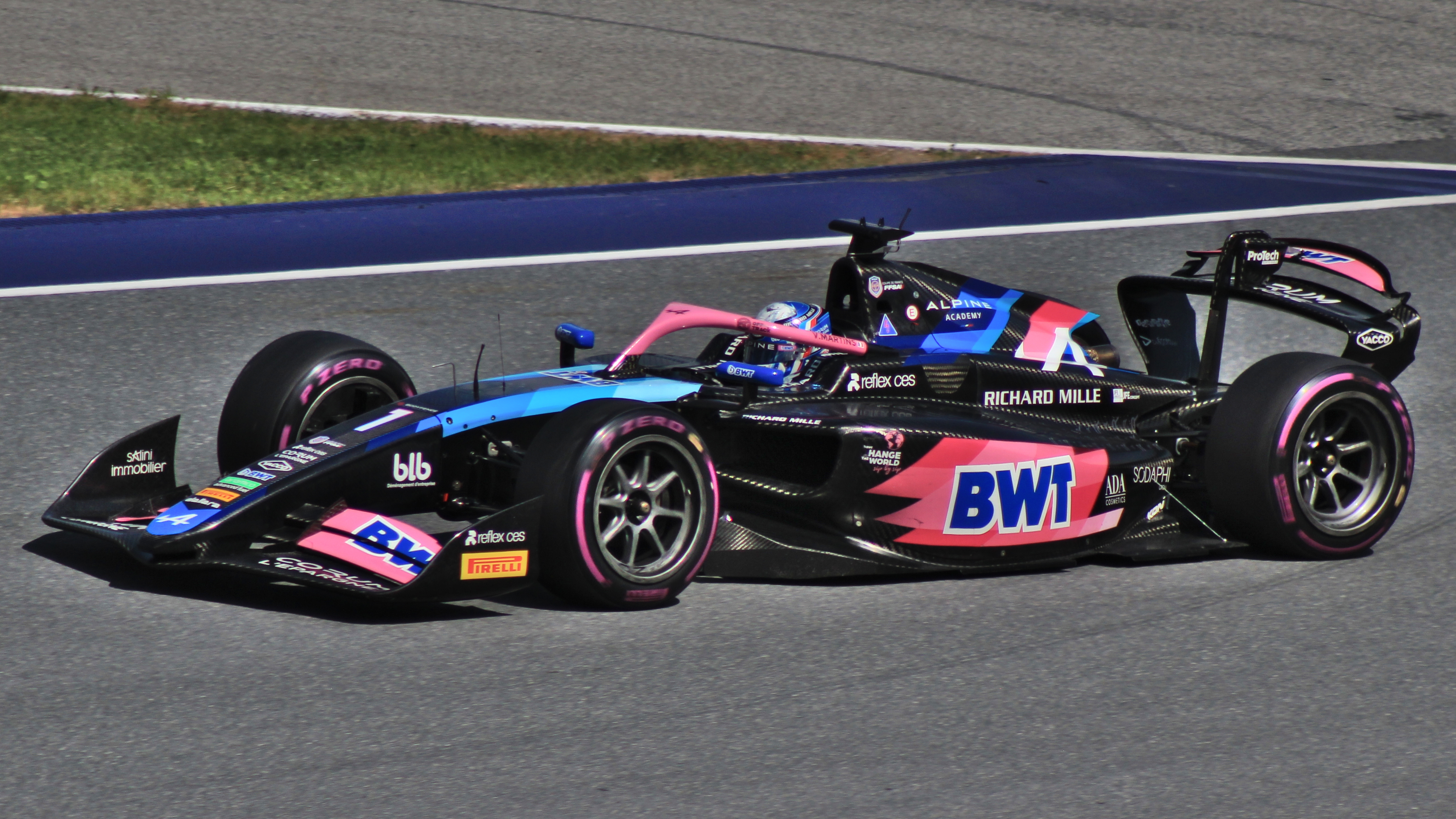
Victor Martins na etapa da F2 da Áustria em 2024

Ele permaneceu com a equipe ART para a disputa da temporada de 2024, tendo como novo companheiro o britânico Zak O'Sullivan. Martins era um dos favoritos ao título, mas a ART não conseguiu repetir o bom desempenho do ano anterior, e o piloto teve dificuldades nas etapas iniciais. Mesmo assim, ele conseguiu vencer a sprint da Espanha e obteve mais quatro segundos lugares. Fechou o ano como o sétimo colocado, com 107 pontos, apenas um acima de Richard Verschoor.
Martins permaneceu na ART Grand Prix para uma terceira temporada de Fórmula 2 em 2025, onde se juntou a Ritomo Miyata. Fez a pole da corrida longa da Austrália, se beneficiando da punição sofrida por Gabriele Minì, mas a prova acabou sendo cancelada por conta da chuva. Pontuou em quatro corridas consecutivas, com o ápice sendo na Arábia Saudita, onde fez o seu primeiro pódio na corrida longa.

### Fórmula 1

#### Renault/Alpine (2018-2024)
Em janeiro de 2018, Martins foi adicionado na Renault Sport Academy (atual Alpine Academy), o programa de jovens pilotos da equipe de Fórmula 1 da Renault. Mas a Renault se recusou a transferir Martins para a Fórmula 3, em razão disso ele deixou o programa no ano seguinte. Em 10 de fevereiro de 2021, Martins juntou-se à recém-formada academia da Alpine F1 Team. Em 2023, Martins participou de testes com a Alpine, guiando o A521 nos circuitos de Monza, Spielberg e Hungaroring, além de ter participado dos testes de pós-temporada no Barém. Em junho de 2024, Martins e seu colega da F2 Kush Maini testaram com o A522, o carro da equipe francesa de 2022.

#### Williams (2025-presente)
Em março de 2025, Martins foi anunciado como o mais novo membro da Williams Driver Academy. O francês participou de um teste privado ao volante do FW45 em Monza no início de abril, ao lado de seu colega da F2 Luke Browning. Em maio, a Williams anunciou que o francês participaria da sua primeira sessão de treinos livres com a equipe no GP da Espanha, substituindo Alexander Albon.

### Fórmula E
Em abril de 2024, Martins foi convidado para participar dos testes de novatos em Berlim pela equipe Nissan.

### Mundial de Endurance
Martins participou do teste de novatos do Campeonato Mundial de Endurance da FIA em novembro de 2024 com a Alpine Endurance Team, pilotando o Hypercar no Circuito Internacional do Bahrein. Ele completou a sessão em quarto lugar, sendo o melhor dentre os novatos.

## Resultados

### Resumo da carreira
| Temporada | Categoria                             | Equipe              | Corridas | Vitórias | Poles | V.M.R. | Pódios | Pontos | Posição |
| --------- | ------------------------------------- | ------------------- | -------- | -------- | ----- | ------ | ------ | ------ | ------- |
| 2016      | Fórmula 4 Francesa                    | FFSA Academy        | 4        | 0        | 0     | 0      | 2      | 0      | NC†     |
| 2017      | Fórmula 4 Francesa                    | FFSA Academy        | 21       | 4        | 9     | 10     | 11     | 299    | 2º      |
| 2018      | Eurocopa de Fórmula Renault           | R-ace GP            | 20       | 2        | 2     | 1      | 6      | 186    | 5º      |
| 2018      | Fórmula Renault Norte-Europeia        | R-ace GP            | 12       | 1        | 1     | 3      | 2      | 83     | 6º‡     |
| 2019      | Eurocopa de Fórmula Renault           | MP Motorsport       | 19       | 6        | 9     | 5      | 14     | 312.5  | 2º      |
| 2019      | Fórmula 3 Asiática (Série de Inverno) | Pinnacle Motorsport | 3        | 0        | 0     | 0      | 2      | 0      | NC†     |
| 2020      | Eurocopa de Fórmula Renault           | ART Grand Prix      | 20       | 7        | 10    | 8      | 14     | 348    | 1º      |
| 2021      | Fórmula 3                             | MP Motorsport       | 20       | 1        | 0     | 4      | 6      | 131    | 5º      |
| 2022      | Fórmula 3                             | ART Grand Prix      | 18       | 2        | 0     | 1      | 6      | 139    | 1º      |
| 2023      | Fórmula 2                             | ART Grand Prix      | 26       | 1        | 3     | 6      | 9      | 150    | 5º      |
| 2024      | Fórmula 2                             | ART Grand Prix      | 28       | 1        | 1     | 2      | 5      | 107    | 7º      |
| 2025      | Fórmula 2                             | ART Grand Prix      | 7        | 0        | 1     | 0      | 1      | 33*    | 8º*     |

† Martins era piloto convidado, portanto, inelegível para pontuar.
‡ Martins era inelegível para pontuar da terceira rodada em diante.

(*) Temporada em andamento